# Aspilota signimembris
Aspilota signimembris är en stekelart som beskrevs av Fischer 1976. Aspilota signimembris ingår i släktet Aspilota och familjen bracksteklar. Inga underarter finns listade.